# 扎希爾內 (扎波羅熱州)
47°34′3″N 36°10′26″E / 47.56750°N 36.17389°E
扎希爾內（烏克蘭語：Загірне）是位於烏克蘭東南部的村莊，由扎波羅熱州波洛希區的胡利亞伊波萊市鎮負責管轄。該村距離米爾內3公里，面積0.27平方公里，海拔高度105米，2001年人口14。